# Xenia pulsitans
Xenia pulsitans är en korallart som beskrevs av Kent 1893. Xenia pulsitans ingår i släktet Xenia och familjen Xeniidae. Inga underarter finns listade i Catalogue of Life.